# Поза дитини
«Поза дитини» (Поза ембріона) (рум. Poziţia copilului) — фільм-драма румунського режисера Келіна Петера Нецер, що вийшов на екрани 2013 року. Прем'єра фільму відбулася на 63-му Берлінському міжнародному кінофестивалі, стрічка отримала найвищу нагороду фестивалю — Золотого ведмедя.

## Сюжет
Барбу перевищує максимально дозволену швидкість на 50 км/год і збиває дитину. Та незабаром помирає. Барбу загрожує ув'язнення терміном від 3 до 15 років. У справу втручається його сильна, заповзятлива та почасти деспотична мати з наміром захистити сина.

## Акторський склад
- Лумініца Георгіу — Корнелія Кенерес (мати)
- Влад Іванов  — Діну Лауренті
- Флорін Замфіреску — Домнул Фагарасану
- Богдан Думітраче — Барбу (син)